# Кильца (река)
Кильца (Кильце) — река в России, протекает по территории Козьмогородского сельского поселения Мезенского района Архангельской области.
Река образуется слиянием двух рек: Большая Рассоха Кильцы и Малая Рассоха Кильцы. Устье реки находится в 0,6 км по левому берегу рукава Печищенский Полой реки Мезень. Длина реки составляет 52 км. В устье реки находится деревня Кильца. В подворных переписях XVII века (1623, 1646, 1647 и 1678 годы) упоминается «Малое Печище на реке Килзе».

## Данные водного реестра
По данным государственного водного реестра России относится к Двинско-Печорскому бассейновому округу, водохозяйственный участок реки — Мезень от водомерного поста деревни Малонисогорская и до устья. Речной бассейн реки — Мезень.
Код объекта в государственном водном реестре — 03030000212103000048944.